# Philipp Vandenberg
Pour les articles homonymes, voir Vandenberg.
Philipp Vandenberg, de son vrai nom Hans Dietrich Hartel (né le 20 septembre 1941 à Breslau), est un essayiste allemand dans les domaines de l'ésotérisme et de l'archéologie, ainsi qu'un auteur de romans historiques et de romans policiers.

## Biographie
Après la Seconde Guerre mondiale, Philipp Vandenberg passa une enfance malheureuse chez une nourrice et dans un orphelinat à Altötting. Il fréquenta le lycée du prince électeur Maximilian (Kurfürst-Maximilian-Gymnasium) à Burghausen. Il obtint son Abitur en 1963 et étudia ensuite l'histoire de l'art et la germanistique à l'université Louis-et-Maximilien de Munich. En 1965, il effectua un volontariat dans la presse. En 1968, il travailla comme rédacteur au journal munichois Abendzeitung. Il travailla de 1968 à 1974 pour le magazine Quick et de 1974 à 1976 pour le magazine Playboy à Munich. Depuis il est un écrivain indépendant sous le pseudonyme de Philipp Vandenberg.
La carrière de Vandenberg en tant qu'essayiste commença en 1973. Il prit une année sabbatique et effectua des recherches en Égypte sur la malédiction des pharaons. Il publia en 1973 le livre Der Fluch der Pharaonen sur la mort mystérieuse de 30 égyptologues. Ce livre devint un bestseller mondial et fit de Philipp Vandenberg un des écrivains allemands ayant le plus de succès. Parmi ses succès on trouve également l'essai historique Nofretete (1975) ainsi que le livre illustré Nofretete, Echnaton und ihre Zeit (1976). Puis en 1977, il publia une biographie du pharaon Ramsès II.
Dans les années 80, des livres comme Nero. Kaiser und Gott, Künstler und Narr en 1981 et Cäsar und Kleopatra en 1986 confirmèrent le succès de Vandenberg en tant qu'auteur d'essais historiques auxquels s'ajoutent aujourd'hui des romans historiques. Son premier roman Der Pompeianer parut en 1986. Les plus grands succès de Philipp Vandenberg eurent lieu dans le domaine des romans historiques avec Sixtinische Verschwörung en 1988 et Das Fünfte Evangelium en 1993.
Philipp Vandenberg a écrit une trentaine d'ouvrages; il a vendu en 2006 environ 21 millions d'exemplaires et ses livres ont été traduits dans 33 langues.

## Œuvres

### Essais
- Nefertiti (Nofretete, Echnaton und ihre Zeit. Scherz, Bern, München 1975).
- Ramsès II (Ramses der Große. Scherz, Bern, München 1977).
- Auf den Spuren unserer Vergangenheit 1977.
- Das Geheimnis der Orakel Bertelsmann, München 1979.
- Nero. Kaiser und Gott, Künstler und Narr. Bertelsmann, München 1981.
- Das versunkene Hellas 1984.
- Cäsar und Kleopatra 1986.
- Die heimlichen Herrscher 1991.
- Das Tal. Auf den Spuren der Pharaonen 1992. Également paru sous le titre de Das Tal der Pharaonen.
- Der Schatz des Priamos.Wie Heinrich Schliemann sein Troja erfand, 1995.
- Der vergessene Pharao, Bastei Lübbe 2002.

### Romans historiques
- La malédiction des pharaons (Der Fluch der Pharaonen, Scherz, Bern, München 1973) J'ai lu, n° A336, coll. « L'Aventure mystérieuse ».
- Der vergessene Pharao, Bertelsmann, München 1978.
- Der Gladiator, Heyne, München 1982.
- Die Hetäre, Heyne, München 1984. Également paru sous le titre : Tochter der Aphrodite. Bergisch Gladbach, Lübbe 2003.
- Die Pharaonin, Heyne, München 1984.
- Der Pompejaner, Bergisch Gladbach, Lübbe 1986.
- Klatscht Beifall, wenn das Stück gut war. Bertelsmann, München 1988. Paru également sous le titre Augustus - Die geheimen Tagebücher chez Bastei Lübbe, 2002.
- Der König von Luxor, Bergisch Gladbach, Lübbe 2001.

### Romans policiers
- Der Pompejaner, Lübbe, Bergisch-Gladbach 1986
- La conjuration de la Sixtine (Sixtinische Verschwörung, Lübbe 1988).
- La malédiction d'Imhotep (Das Pharao-Komplott, Lübbe 1990).
- Le cinquième Évangile (Das fünfte Evangelium, Lübbe 1993).
- Der grüne Skarabäus, Lübbe 1994.
- Der Fluch des Kopernikus, Lübbe 1996, als Taschenbuch Bastei Lübbe 2003.
- Le magicien des miroirs (Der Spiegelmacher, Lübbe, Bergisch-Gladbach 1998), éditions du Masque coll. « Labyrinthes » no 187, 2010
- Purpurschatten, Lübbe, Bergisch-Gladbach 1999, als Taschenbuch Bastei Lübbe 2002.
- Die Akte Golgatha, Lübbe 2003.
- Les conjurés de Pierre (Das vergessene Pergament, Lübbe, Bergisch-Gladbach 2006).

## Sources
- (de) Cet article est partiellement ou en totalité issu de l’article de Wikipédia en allemand intitulé « Philipp Vandenberg » (voir la liste des auteurs).